# Emarginula
Emarginula  is een geslacht van weekdieren uit de klasse van de Gastropoda (slakken).

## Soorten
- Emarginula adamsiana G. B. Sowerby II, 1863
- Emarginula adriatica O. G. Costa, 1830
- Emarginula agulhasensis Thiele, 1925
- Emarginula alba R. B. Watson, 1897
- Emarginula amyda Shikama, 1962
- Emarginula angusta McLean, 1970
- Emarginula annielangleitae Poppe & Tagaro, 2020
- Emarginula apolonia Pacaud, 2015
- Emarginula balicasagensis Poppe & Tagaro, 2020
- Emarginula bellula A. Adams, 1852
- Emarginula bicancellata Montrouzier, 1860
- Emarginula bonfittoi Smriglio & Mariottini, 2001
- Emarginula boucheti Poppe & Tagaro, 2020
- Emarginula camilla Melvill & Standen, 1903
- Emarginula candida A. Adams, 1852
- Emarginula capuloidea G. Nevill & H. Nevill, 1869
- Emarginula choristes Dall, 1925
- Emarginula christiaensi Piani, 1985
- Emarginula circumalbum Poppe & Tagaro, 2020
- Emarginula colipanoae Poppe & Tagaro, 2020
- Emarginula compta Habe, 1953
- Emarginula concinna A. Adams, 1852
- Emarginula connectens Thiele, 1915
- Emarginula connelli Kilburn, 1978
- Emarginula convexa Hedley, 1907
- Emarginula costulata Deshayes, 1863
- Emarginula crassa J. Sowerby, 1813
- Emarginula crassicostata G. B. Sowerby II, 1863
- Emarginula curvamen Iredale, 1925
- Emarginula curvata Schepman, 1908
- Emarginula dahli Thiele, 1913
- Emarginula decorata Deshayes, 1863
- Emarginula delonguevilleae Poppe & Tagaro, 2020
- Emarginula devota Thiele, 1915
- Emarginula dictya McLean, 1970
- Emarginula dilecta A. Adams, 1852
- Emarginula divae van Aartsen & Carrozza, 1995
- Emarginula dubia Schepman, 1908
- Emarginula espibosensis Lozouet, 1999 †
- Emarginula exigua Trautschold, 1866 †
- Emarginula fenestrata Deshayes, 1861 †
- Emarginula fissura (Linnaeus, 1758)
- Emarginula fossorensis Lozouet, 1999 †
- Emarginula foveolata Schepman, 1908
- Emarginula foveolata Gerasimov, 1955 †
- Emarginula fragilis Yokoyama, 1920
- Emarginula fuliginea A. Adams, 1852
- Emarginula gabensis (Gabriel, 1962)
- Emarginula galericulata A. Adams, 1852
- Emarginula galeriformis Marwick, 1928 †
- Emarginula gigantea Coquand, 1859 †
- Emarginula gustavi Poppe & Tagaro, 2020
- Emarginula hataii Habe, 1953
- Emarginula hawaiiensis Dall, 1895
- Emarginula haweraensis Powell, 1931 †
- Emarginula huzardii Payraudeau, 1826
- Emarginula icosisculpta Simone & Cunha, 2014
- Emarginula imaizumi Dall, 1926
- Emarginula imbricata Millet, 1865 †
- Emarginula imella Dall, 1926
- Emarginula janae T. Cossignani, 2020
- Emarginula japonica G. B. Sowerby II, 1863
- Emarginula jungcheni K.-Y. Lai, 2019
- Emarginula kaiparica Laws, 1939 †
- Emarginula kashimaensis Shikama, 1962
- Emarginula komitica Laws, 1939 †
- Emarginula koon Kilburn, 1978
- Emarginula liuzzii Poppe & Tagaro, 2020
- Emarginula longifissa G. B. Sowerby II, 1863
- Emarginula lorenzoi Giusti & Micali, 2019
- Emarginula macclurgi Kilburn, 1978
- Emarginula mactanensis Poppe & Tagaro, 2020
- Emarginula maculata A. Adams, 1863
- Emarginula margarita Poppe & Tagaro, 2020
- Emarginula micans A. Adams, 1852
- Emarginula montrouzieri Souverbie, 1872
- Emarginula multisquamosa Schepman, 1908
- Emarginula multistriata Jeffreys, 1882
- Emarginula natalensis Barnard, 1963
- Emarginula nordica Pérez Farfante, 1947
- Emarginula oblonga Sandberger, 1859 †
- Emarginula octaviana Coen, 1939
- Emarginula oppressa Barnard, 1963
- Emarginula paivana (Crosse, 1867)
- Emarginula papilionacea G. Nevill & H. Nevill, 1869
- Emarginula patula Cotton, 1930
- Emarginula paucicostata Laws, 1936 †
- Emarginula paucipunctata Schepman, 1908
- Emarginula philippinensis Poppe & Tagaro, 2020
- Emarginula phrixodes Dall, 1927
- Emarginula pittensis Marwick, 1928 †
- Emarginula poppeorum Romani & Crocetta, 2017
- Emarginula praesicula Lozouet, 1999 †
- Emarginula puncticulata A. Adams, 1852
- Emarginula punctulum Piani, 1980
- Emarginula pustula Thiele, 1913
- Emarginula quadrata Poppe & Tagaro, 2020
- Emarginula regia Habe, 1953
- Emarginula retecosa A. Adams, 1852
- Emarginula rosea Bell, 1824
- Emarginula scabricostata A. Adams, 1852
- Emarginula scabriuscula A. Adams, 1852
- Emarginula sicula J.E. Gray, 1825
- Emarginula sinica D.-H. Lu, 1986
- Emarginula solidula O. G. Costa, 1829
- Emarginula souverbiana Pilsbry, 1891
- Emarginula spinosa Deshayes, 1863
- Emarginula striatula Quoy & Gaimard, 1834
- Emarginula sublaevis Schepman, 1908
- Emarginula subtilitexta Verco, 1908
- Emarginula superba Hedley & Petterd, 1906
- Emarginula suspira Simone & Cunha, 2014
- Emarginula tenera Locard, 1891
- Emarginula teneraeformis Lozouet, 1999 †
- Emarginula tenuicostata G. B. Sowerby II, 1863
- Emarginula teramachii Habe, 1953
- Emarginula textilis Gould, 1859
- Emarginula thomasi Crosse, 1864
- Emarginula thorektes Kilburn, 1978
- Emarginula tosaensis Habe, 1953
- Emarginula tuberculosa Libassi, 1859
- Emarginula undulata Melvill & Standen, 1903
- Emarginula velascoensis Shasky, 1961
- Emarginula velascoi Rehder, 1980
- Emarginula viridibrunneis Poppe & Tagaro, 2020
- Emarginula viridicana Herbert & Kilburn, 1986
- Emarginula viridis Poppe & Tagaro, 2020
- Emarginula xishaensis Lu, 1986
- Emarginula yangeorum Poppe & Tagaro, 2020